# Festival Internacional de Quadrinhos
El Festival Internacional de Quadrinhos (FIQ) es un evento de historieta que se realiza en Belo Horizonte, Minas Gerais, Brasil, cada dos años.

## Historia
En 1997, se celebró en Belo Horizonte la tercera edición de la Bienal Internacional de Quadrinhos (Bienal Internacional de Historieta). Este fue un evento anual de cómic celebrado previamente en Río de Janeiro en 1991 y 1993 (la edición de 1995 no ocurrió porque perdió el apoyo financiero de la prefectura de Río de Janeiro, que hizo que el evento cambiar a Belo Horizonte). Con la cancelación definitiva de la Bienal después de la edición de 1997, se creó en 1999 el Festival Internacional de Quadrinhos (Festival Internacional de Historieta), con la misma propuesta del evento anterior que consistía en presentar exposiciones de artistas de cómic de todo el mundo y dar oportunidad para que los autores brasileños independientes presenten sus trabajos.
La primera edición de FIQ fue organizada por la prefectura de Belo Horizonte y tuvo exposiciones, debates, conferencias y una feria de cómics. El evento tuvo lugar principalmente en el Centro Cultural de la UFMG, además de tener exhibiciones en las bibliotecas de la ciudad. Francia fue el primer país homenajeado, contando con exposiciones especiales, incluida una en honor al artista François Boucq. El invitado de honor de esta edición fue el dibujante Angeli. A partir de ese momento, el evento mantuvo la periodicidad bienal. Para 2011, además del invitado de honor, también hubo un país homenajeado. A partir de la edición de 2013, el evento no tuvo países honrados, teniendo en su lugar exposiciones e invitados de muchos países diferentes. En cada edición, un artista brasileño es elegido como un invitado de honor, con exposiciones sobre su trabajo. Este invitado, en general, también es responsable de la ilustración del póster del evento. En 2017, el evento no se llevó a cabo debido a la falta de dinero de la ciudad de Belo Horizonte. La edición de ese año se transfirió al primer semestre de 2018, pasando a realizarse bienal en los años pares a partir de entonces. me maltratan

## Premios
El Festival Internacional de Quadrinhos ganó el Troféu HQ Mix, el principal premio del cómic brasileño, en la categoría "Mejor evento" en 2004, 2006, 2008, 2010, 2012 y 2014. Algunas de las exposiciones celebradas en FIQ también fueron galardonadas como "Mejor exposición": "Angeli, o matador" (2000), "Mozart Couto" (2004), "Batman 70 Anos" (2010), "Criando Quadrinhos - da ideia à página impressa" (2012) e "Ícones dos Quadrinhos" (2014).
El festival también recibió, en 2012, el Trofeo Jayme Cortez, destinado a recompensar grandes contribuciones al cómic brasileño.

## Ubicaciones y fechas
| N.º | Fechas                        | Ubicación                            | Invitado de honor  | País homenajeado | Referencia |
| --- | ----------------------------- | ------------------------------------ | ------------------ | ---------------- | ---------- |
| 1   | 1–5 de diciembre de 1999      | Centro Cultural de UFMG              | Angeli             | Francia          | [ 2 ]      |
| 2   | 10–14 de octubre de 2001      | Matriz Casa Cultural                 | Jô Oliveira        | Argentina        | [ 14 ]     |
| 3   | 24–28 de septiembre de 2003   | Casa do Conde                        | Mozart Couto       | Italia           | [ 15 ]     |
| 4   | 5–9 de octubre de 2005        | Casa do Conde                        | Lourenço Mutarelli | España           | [ 16 ]     |
| 5   | 16–21 de octubre de 2007      | Serraria Souza Pinto                 | Júlio Shimamoto    | Japón            | [ 17 ]     |
| 6   | 6–12 de octubre de 2009       | Palácio das Artes / Parque Municipal | Renato Canini      | Francia          | [ 18 ]     |
| 7   | 9–13 de noviembre de 2011     | Serraria Souza Pinto                 | Mauricio de Sousa  | Corea del Sur    | [ 3 ]      |
| 8   | 13–17 de noviembre de 2013    | Serraria Souza Pinto                 | Laerte Coutinho    | –                | [ 4 ]      |
| 9   | 11–15 de noviembre de 2015    | Serraria Souza Pinto                 | Antonio Cedraz     | –                | [ 19 ]     |
| 10  | 30 de mayo–3 de junio de 2018 | Serraria Souza Pinto                 | Erica Awano        | –                | [ 20 ]     |